# Jan Hochschild
Jan Hochschild (* 1996 in Nürnberg) ist ein deutscher American-Football-Spieler auf der Position des Wide Receivers.

## Werdegang
Hochschild begann seine Karriere in der Nürnberger Schulmannschaft Wendelstein Warriors und konnte dort 2009 und 2010 den bayerischen Schulcup im Flag Football gewinnen. Mit dem Vereinsfootball fing Hochschild 2010 bei den Nürnberg Rams an. 2013 wurde er mit den Rams bayerischer Jugendmeister und stieg in die GFL Juniors auf. Darüber hinaus war Hochschild in der Jugend regelmäßig Teil der Bayern-Auswahl Warriors.
Zu seiner ersten Herren-Saison wechselte Hochschild 2016 zu den Ingolstadt Dukes in die German Football League 2. Mit 659 Receiving Yards und neun Touchdowns verhalf er den Dukes zum Aufstieg in die GFL. Auch in der GFL-Saison 2017 war er einer der drei produktivsten Receiver des Teams, verletzte sich aber gegen Saisonende an der Schulter, sodass seine Rolle im Viertelfinale klein ausfiel. Zur GFL2-Saison 2019 schloss er sich den Straubing Spiders an.
2021 wurde Hochschild von den Wasa Royals aus der Vaahteraliiga verpflichtet. Mit 20,3 Yards pro Reception war er ein gefährlicher Spieler für die Royals, die als Tabellenletzter abstiegen. Nach Abschluss der finnischen Saison kehrte Hochschild im September 2021 zu den Ingolstadt Dukes zurück, mit denen er die Regionalliga Süd gewann und den Aufstieg in die GFL 2 feierte. Im Januar 2022 wurde Hochschild in den erweiterten Kader der deutschen Nationalmannschaft berufen. Zur GFL-Saison 2022 schloss sich Hochschild erneut den Straubing Spiders an. Erneut bewies Hochschild mit 24,7 Yards pro Reception seine Fähigkeiten als Deep Threat, wenngleich er nur in sechs Spielen eingesetzt werden konnte.
Für die Saison 2023 unterschrieb Hochschild einen Vertrag bei den Munich Ravens aus der European League of Football (ELF). Noch vor Saisonbeginn kam es allerdings zur Trennung. Stattdessen schloss er sich Anfang Juni erneut den Ingolstadt Dukes an.

## Statistiken
| Jahr                              | Team                 | Spiele | Receiving | Receiving | Receiving | Receiving | Receiving |
| Jahr                              | Team                 | Spiele | Rec       | Yds       | Avg       | TD        | Lng       |
| --------------------------------- | -------------------- | ------ | --------- | --------- | --------- | --------- | --------- |
| German Football League            |                      |        |           |           |           |           |           |
| 2017                              | Ingolstadt Dukes     | 12     | 055       | 0852      | 15,5      | 08        | 57        |
| 2018                              | Ingolstadt Dukes     | 14     | 035       | 0597      | 17,1      | 04        | 52        |
| 2022                              | Straubing Spiders    | 06     | 018       | 0444      | 24,7      | 04        | 80        |
| GFL Gesamt                        | GFL Gesamt           | 32     | 108       | 1893      | 17,5      | 16        | 80        |
| Vaahteraliiga                     |                      |        |           |           |           |           |           |
| 2021                              | Wasa Royals          | 07     | 017       | 0345      | 20,3      | 03        | 73        |
| Vaahteraliiga Gesamt              | Vaahteraliiga Gesamt | 07     | 017       | 0345      | 20,3      | 03        | 73        |
| Quellen: stats.gfl.info, sajl.org |                      |        |           |           |           |           |           |